# Linee tranviarie statunitensi
Lista delle linee tranviarie negli Stati Uniti d'America, a sfondo bianco le linee/reti attive.

## Elenco
| Stato federale        | Linea o rete                       | Gestore                        | Apertura | Chiusura | Scartamento (mm) | Trazione           | Note                         |
| --------------------- | ---------------------------------- | ------------------------------ | -------- | -------- | ---------------- | ------------------ | ---------------------------- |
| Arizona               | Douglas                            | Douglas Traction & Light       | 1903     | 1924     | ?                | Vapore; elettrica  |                              |
| Arizona               | Phoenix                            | Valley Metro                   | 2008     | -        | 1 435            | 750 V CC           |                              |
| Arizona               | Phoenix (1887-1948)                | Phoenix Street Railway         | 1887     | 1948     | ?                | Cavalli; 550 V CC  |                              |
| Arizona               | Prescott                           | Prescott & Mount Union Railway | 1905     | 1915     | ?                | Elettrica          |                              |
| Arizona               | Tucson                             | RATP Dev                       | 2014     | -        | 1 435            | 750 V CC           |                              |
| Arizona               | Tucson (1898-1930)                 | Tucson Rapid Transit Company   | 1898     | 1930     | ?                | Cavalli; elettrica |                              |
| Arizona               | Warren-Bisbee                      | Warren & Bisbee Railway        | 1908     | 1928     | ?                | Elettrica          |                              |
| Arkansas              | Little Rock                        | Rock Region Metro              | 2004     | -        | 1 435            | 600 V CC           | Operata con vetture storiche |
| California            | Los Angeles                        | Metro                          | 1990     | -        | 1 435            | 750 V CC           | In servizio 4 linee          |
| California            | Sacramento                         | RT                             | 1987     | -        | 1 435            | 750 V CC           | In servizio 3 linee          |
| California            | San Diego                          | San Diego Trolley Inc          | 1981     | -        | 1 435            | 600 V CC           | In servizio 4 linee          |
| California            | San Francisco Cable Car            | San Francisco Muni             | 1873     | -        | 1 067            | Tram a fune        | In servizio 3 linee          |
| California            | San Francisco Muni Metro           | San Francisco Muni             | 1980     | -        | 1 435            | 600 V CC           | In servizio 7 linee          |
| California            | San Francisco linea E              | San Francisco Muni             | 2008     | -        | 1 435            | 600 V CC           | Operata con vetture storiche |
| California            | San Francisco linea F              | San Francisco Muni             | 1995     | -        | 1 435            | 600 V CC           | Operata con vetture storiche |
| California            | San Jose                           | VTA                            | 1987     | -        | 1 435            | 750 V CC           | In servizio 3 linee          |
| Carolina del Nord     | Charlotte                          | CATS                           | 2007     | -        | 1 435            | 750 V CC           | In servizio 2 linee          |
| Colorado              | Denver                             | RTD                            | 1994     | -        | 1 435            | 750 V CC           | In servizio 7 linee          |
| Delaware              | Wilmington                         | Delaware Electric Company      | 1864     | 1940     | ?                | Cavalli; 550 V CC  | Sostituita con filobus       |
| Distretto di Columbia | Washington                         | RATP Dev                       | 2016     | -        | 1 435            | 750 V CC           |                              |
| Distretto di Columbia | Washington (1862-1962)             | Capital Transit Company        | 1862     | 1962     | 1 435            | Cavalli; elettrica | Sostituita con autobus       |
| Florida               | Tampa                              | HART                           | 2002     | -        | 1 435            | 600 V CC           | Operata con vetture storiche |
| Georgia               | Atlanta                            | Atlanta Streetcar              | 2014     | -        | 1 435            | 750 V CC           |                              |
| Georgia               | Savannah                           | Savannah Tramway               | 2009     | -        | 1 435            | 600 V CC           | Operata con vetture storiche |
| Hawaii                | Honolulu                           | Honolulu Rapid Transit         | 1888     | 1941     | ?                | Cavalli; elettrica | Sostituita con filobus       |
| Illinois              | Saint Louis                        | Metro Transit                  | 1993     | -        | 1 435            | 750 V CC           | In servizio 2 linee          |
| Louisiana             | New Orleans                        | RTA                            | 1835     | -        | 1 588            | Cavalli; 600 V CC  | In servizio 5 linee          |
| Maryland              | Baltimora                          | MTA Maryland                   | 1992     | -        | 1 435            | 1 500 V CC         | In servizio 3 linee          |
| Massachusetts         | Boston linea Ashmont-Mattapan      | MBTA                           | 1929     | -        | 1 435            | 600 V CC           |                              |
| Massachusetts         | Boston linea verde                 | MBTA                           | 1897     | -        | 1 435            | 600 V CC           |                              |
| Michigan              | Detroit                            | Transdev                       | 2017     | -        | 1 435            | 750 V CC           |                              |
| Michigan              | Detroit (1863-1956)                | Department of Street Railways  | 1863     | 1956     | ?                | Cavalli; elettrica |                              |
| Minnesota             | Minneapolis                        | Metro Transit                  | 2004     | -        | 1 435            | 750 V CC           | In servizio 2 linee          |
| Missouri              | Kansas City                        | Streetcar Authority            | 2016     | -        | 1 435            | 750 V CC           |                              |
| New Jersey            | Camden-Trenton                     | New Jersey Transit             | 2004     | -        | 1 435            | Diesel             |                              |
| New Jersey            | Hudson-Bergen                      | New Jersey Transit             | 2000     | -        | 1 435            | 750 V CC           | In servizio 3 linee          |
| New Jersey            | Newark                             | New Jersey Transit             | 1935     | -        | 1 435            | 750 V CC           | In servizio 2 linee          |
| New York              | Buffalo                            | NFTA                           | 1984     | -        | 1 435            | 650 V CC           |                              |
| Ohio                  | Cincinnati                         | SORTA, Transdev                | 2016     | -        | 1 435            | 750 V CC           |                              |
| Ohio                  | Cleveland                          | GCRTA                          | 1913     | -        | 1 435            | 600 V CC           | In servizio 2 linee          |
| Oklahoma              | Oklahoma City                      | Herzog Transit                 | 2018     | -        | 1 435            | 740 V CC           | In servizio 2 linee          |
| Oregon                | Portland                           | Portland Streetcar, TriMet     | 2001     | -        | 1 435            | 750 V CC           | In servizio 2 linee          |
| Oregon                | Portland MAX                       | TriMet                         | 1986     | -        | 1 435            | 750 V CC           | In servizio 5 linee          |
| Pennsylvania          | Filadelfia                         | SEPTA                          | 1906     | -        | 1 581            | 600 V CC           | In servizio 5 linee          |
| Pennsylvania          | Filadelfia linea Girard Avenue     | SEPTA                          | 2005     | -        | 1 581            | 600 V CC           | Operata con vetture storiche |
| Pennsylvania          | Filadelfia linea Media-Sharon Hill | SEPTA                          | 1906     | -        | 1 581            | 600 V CC           | In servizio 2 linee          |
| Pennsylvania          | Filadelfia linea Norristown        | SEPTA                          | 1907     | -        | 1 435            | 600 V CC           |                              |
| Pennsylvania          | Pittsburgh                         | Port Authority                 | 1984     | -        | 1 588            | 650 V CC           | In servizio 2 linee          |
| Texas                 | Dallas                             | DART                           | 2015     | -        | 1 435            | 750 V CC           |                              |
| Texas                 | Dallas DART                        | DART                           | 1996     | -        | 1 435            | 750 V CC           | In servizio 4 linee          |
| Texas                 | Dallas linea M                     | MATA                           | 1989     | -        | 1 435            | 600 V CC           | Operata con vetture storiche |
| Texas                 | Houston                            | METRO                          | 2004     | -        | 1 435            | 750 V CC           | In servizio 3 linee          |
| Utah                  | Salt Lake City linea S             | UTA                            | 2013     | -        | 1 435            | 750 V CC           |                              |
| Utah                  | Salt Lake City TRAX                | UTA                            | 1999     | -        | 1 435            | 750 V CC           | In servizio 3 linee          |
| Virginia              | Norfolk                            | Hampton Roads Transit          | 2011     | -        | 1 435            | 750 V CC           |                              |
| Virginia              | Northern Virginia                  | Washington-Virginia Railway    | 1892     | 1932     | ?                | Elettrica          |                              |
| Washington            | Puget Sound Electric Railway       | Puget Sound Traction           | 1902     | 1928     | ?                | Elettrica          |                              |
| Washington            | Seattle                            | King County Metro              | 2007     | -        | 1 435            | 750 V CC           | In servizio 2 linee          |
| Washington            | Seattle (1884-1941)                | Municipal Street Railway       | 1884     | 1941     | 1 435            | Cavalli; elettrica | Sostituita con filobus       |
| Washington            | Seattle Link                       | King County Metro              | 2003     | -        | 1 435            | 1 500 V CC         | In servizio 2 linee          |
| Washington            | Seattle Waterfront                 | King County Metro              | 1982     | 2005     | 1 435            | 600 V CC           |                              |
| Wisconsin             | Kenosha                            | Kenosha Transit                | 2000     | -        | 1 435            | 600 V CC           | Operata con vetture storiche |